# Карайгер
Карайгер — деревня в Кувандыкском городском округе Оренбургской области.

## География
Находится на расстоянии примерно 6 километров по прямой на запад от окружного центра города Кувандык.

## Климат
Климат умеренно континентальный. Времена года выражены чётко. Среднегодовая температура по району изменяется от +4,0 °C до +4,8 °C. Самый холодный месяц года — январь, среднемесячная температура около −20,5…−35 °C. Атмосферных осадков за год выпадает от 300 до 450—550 мм, причём большая часть приходится на весенне-летний период (около 70 %). Снежный покров довольно устойчив, продолжительность его, в среднем, 150 дней.

## История
Основана в 1925 году (по другим сведениям, в 1924 году) крестьянами, выделившимися из деревни, которая нынче именуется Старый Карайгер. В устной речи селение именовалось — Выдел-Карайгер. Башкиры называют его Кара-Айгыр (от башкирского чёрный жеребец, кара — «черный», айгыр — «жеребец»).. До 2016 года входила в Краснознаменский сельсовет Кувандыкского района, после реорганизации этих муниципальных образований в составе Кувандыкского городского округа.

## Население
Постоянное население составляло 97 человек в 2002 году (русские 92 %), 43 в 2010 году.